# Жан II (граф Оверни)
Жан II (Jean II d’Auvergne) по прозвищу «le Mauvais Ménagier» (ум. 28 сентября 1404) — граф Оверни и Булони с 1386.
Сын Жана I д’Овернь и Жанны Клермонской, дамы де Сен-Жюст.
В 1373 г. (11 августа) женился на Алиеноре де Комменж, дочери графа Пьера Раймона II де Комменжа и его жены Жанны де Комменж. С 1380 г. супруги жили раздельно. Дочь:
- Жанна II (1378—1424), графиня Оверни и Булони.

В 1384 году оказал военную помощь графу Ампурьяса — своему родственнику, которого держал в осаде король Арагона Педро IV. По пути остановился в Авиньоне, где во время банкета у кардинала Гуго де Сен-Мартиаля был отравлен мужем своей сестры — Раймоном де Тюренном. У Жана II выпали ногти и волосы. По современным представлениям, эти симптомы указывают на отравление свинцом, содержавшимся в вине.
Жан II чудом выжил, но до конца жизни остался инвалидом, и в том числе страдал душевной болезнью.
В 1386 г. наследовал отцу.
Через год герцог Жан Беррийский, воспользовавшись невменяемостью Жана II, захватил его владения и чтобы это узаконить в 1389 г. женился на его 11-летней дочери.
Жан II уехал из Оверни и умер в Париже в 1404 году. Его завещание написано 26 июля 1394 года, и иногда этот день считается датой смерти.
Также Жан II известен тем, что продал Пьеру де Жиаку баронию Камбрайль.